# Lear Corporation
La Lear Corporation è una società americana produttrice di sedili e sistemi elettrici per autoveicoli. Nel 2018 si è classificata al 147º posto nella classifica di Fortune 500.
L'azienda, fondata nel 1917, è quotata alla Borsa di New York dal 2009.